# آگنالدو (بازیکن فوتبال، زاده ۱۹۷۵)
آگنالدو کوردیرو پریرا (به پرتغالی: Agnaldo Cordeiro Pereira) مهاجم اهل برزیل است که در شهر Paranacity، پارانا، برزیل و در تاریخ ۲۵ ژانویهٔ ۱۹۷۵ به دنیا آمده‌است.
آگنالدو کوردیرو پریرا در تیم‌های فوتبال باشگاه فوتبال اندرلشت سابقهٔ حضور دارد.